# Torreta

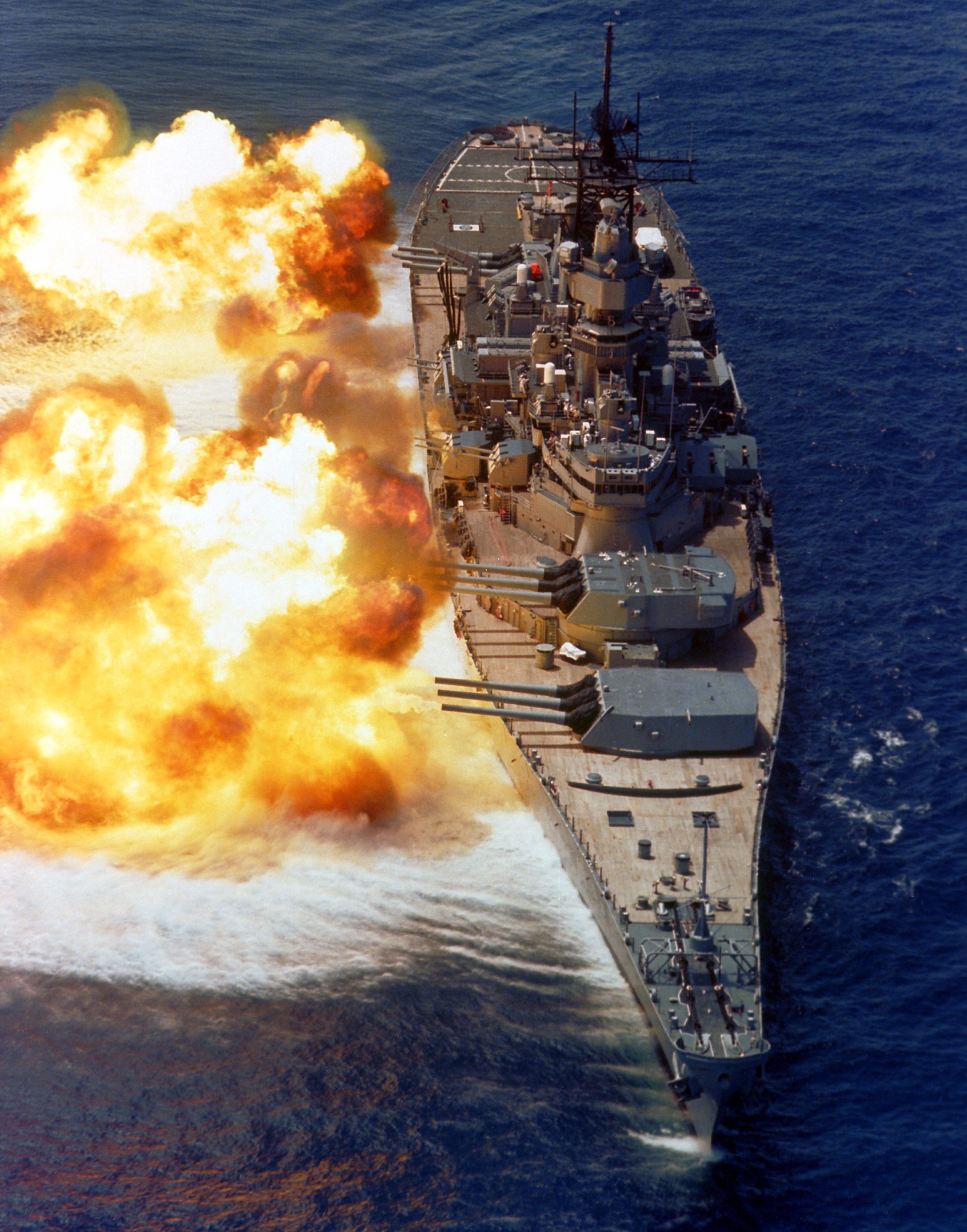
El USS Iowa, disparando una andanada con los cañones de 406 mm de sus torretas principales.

Una torreta es un dispositivo que, protege a la tripulación u ocupantes de una posición, mediante los mecanismos de un arma que lanza proyectiles de manera prolongada, y al mismo tiempo, sujeta el arma en su misma base y dispara en múltiples direcciones.
Una torreta es usualmente una plataforma rotativa que puede ser montada en un edificio fortificado o estructura, tales como baterías de costa, o sobre un tanque, buque de guerra, o avión.
Las torretas pueden armarse con una o más ametralladoras, cañones automáticos, cañones de calibres grandes, o lanzamisiles. Puede ser tripulada o a control remoto, y frecuentemente está blindada. Una pequeña torreta, o subtorreta en otra más grande, es llamada cúpula. También se llama cúpula a la torreta que no lleva armas pero sí mecanismos de visión, como en el caso de las empleadas por los comandantes de tanques.
La torreta ofrece protección contra los impactos de proyectiles enemigos y el clima, condiciones y ambiente donde el arma o su tripulación opera.

## Etimología
El término viene de torreta, diminutivo de torre.

## Buques de guerra

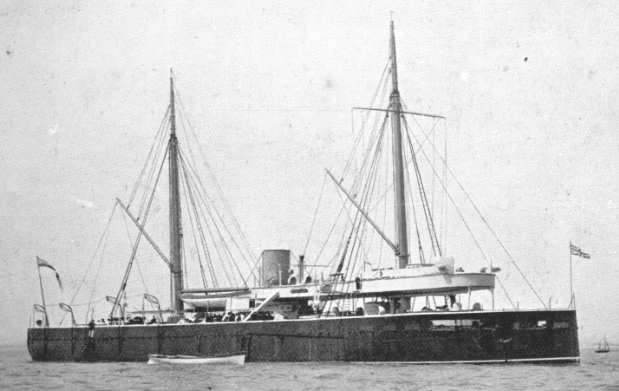
El HMS Prince Albert, un buque pionero en el uso de torretas, construido por el ingeniero naval Cowper Phipps Coles.

Antes del desarrollo de cañones de gran calibre y largo alcance a mediados del siglo XIX, el diseño clásico de los buques de guerra empleaba filas de cañones montadas en ambos lados del buque, frecuentemente en casamatas. El poder de fuego provenía de una gran cantidad de cañones que solamente podía apuntarse en un ángulo limitado desde un lado del buque. Debido a la inestabilidad, a bordo de un buque se podían transportar pocos cañones grandes y pesados. Además, las casamatas con frecuencia estaban situadas cerca de la línea de flotación, siendo vulnerables a inundarse y restringiendo su uso en mares calmos. 

### Historia

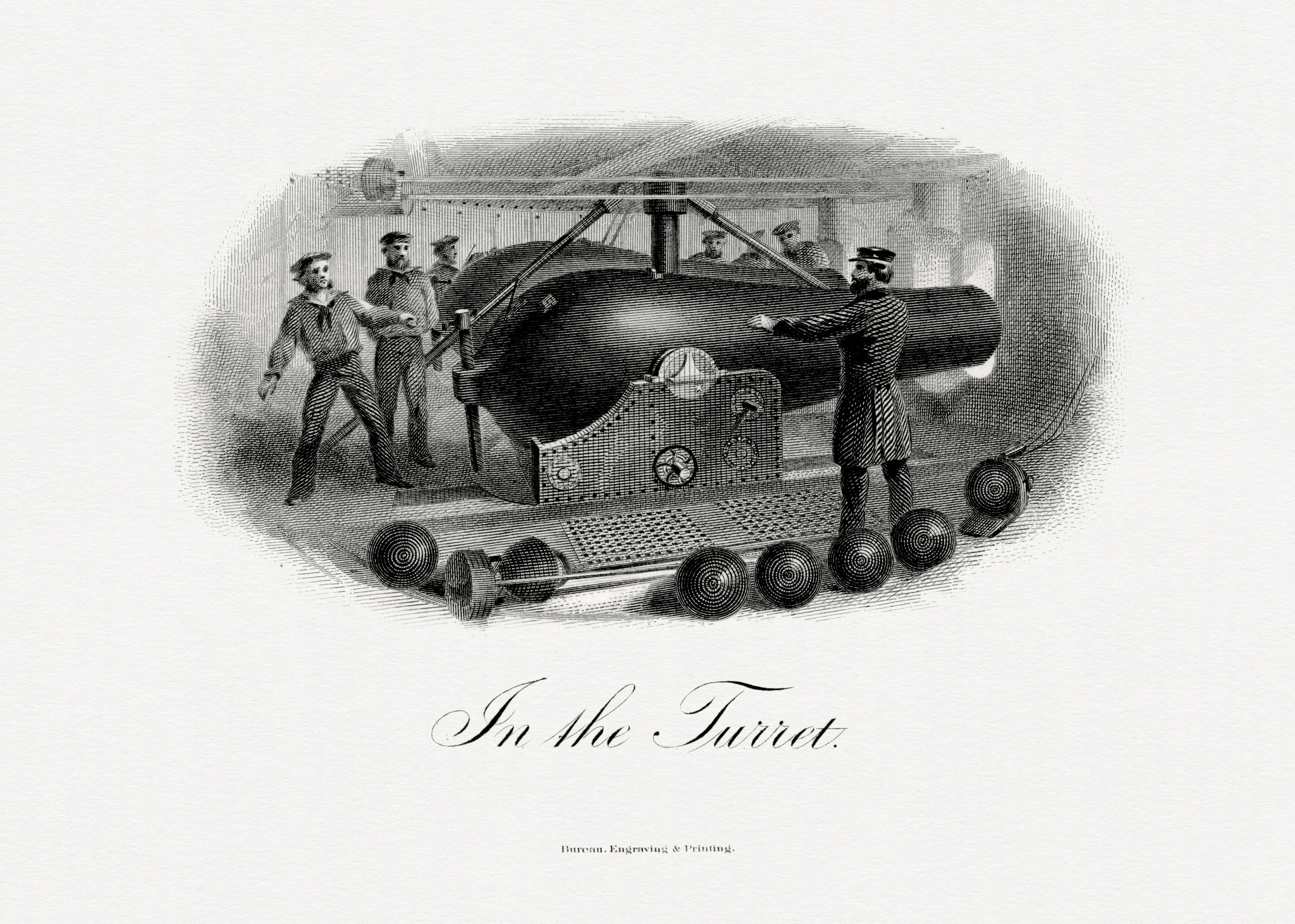
Viñeta del BEP En la torreta (grabada antes de 1863).

Durante la Guerra de Crimea, el capitán Cowper Phipps Coles construyó una balsa con cañones protegidos por una "cúpula", bautizándola como Lady Nancy y empleándola para bombardear la ciudad rusa de Taganrog en el mar Negro. La Lady Nancy "demostró ser un gran éxito", y Coles patentó su torreta giratoria después de la guerra. Después de que Coles obtuviera la patente, el Almirantazgo británico ordenó en 1859 un prototipo del diseño de Coles, que fue instalado en la batería flotante HMS Trusty para pruebas en 1861, siendo el primer buque de guerra equipado con una torreta giratoria. El propósito del diseño de Coles fue crear un barco con el mayor campo de tiro con 360°, situado a la menor altura posible sobre el agua para minimizar su superficie de impacto.

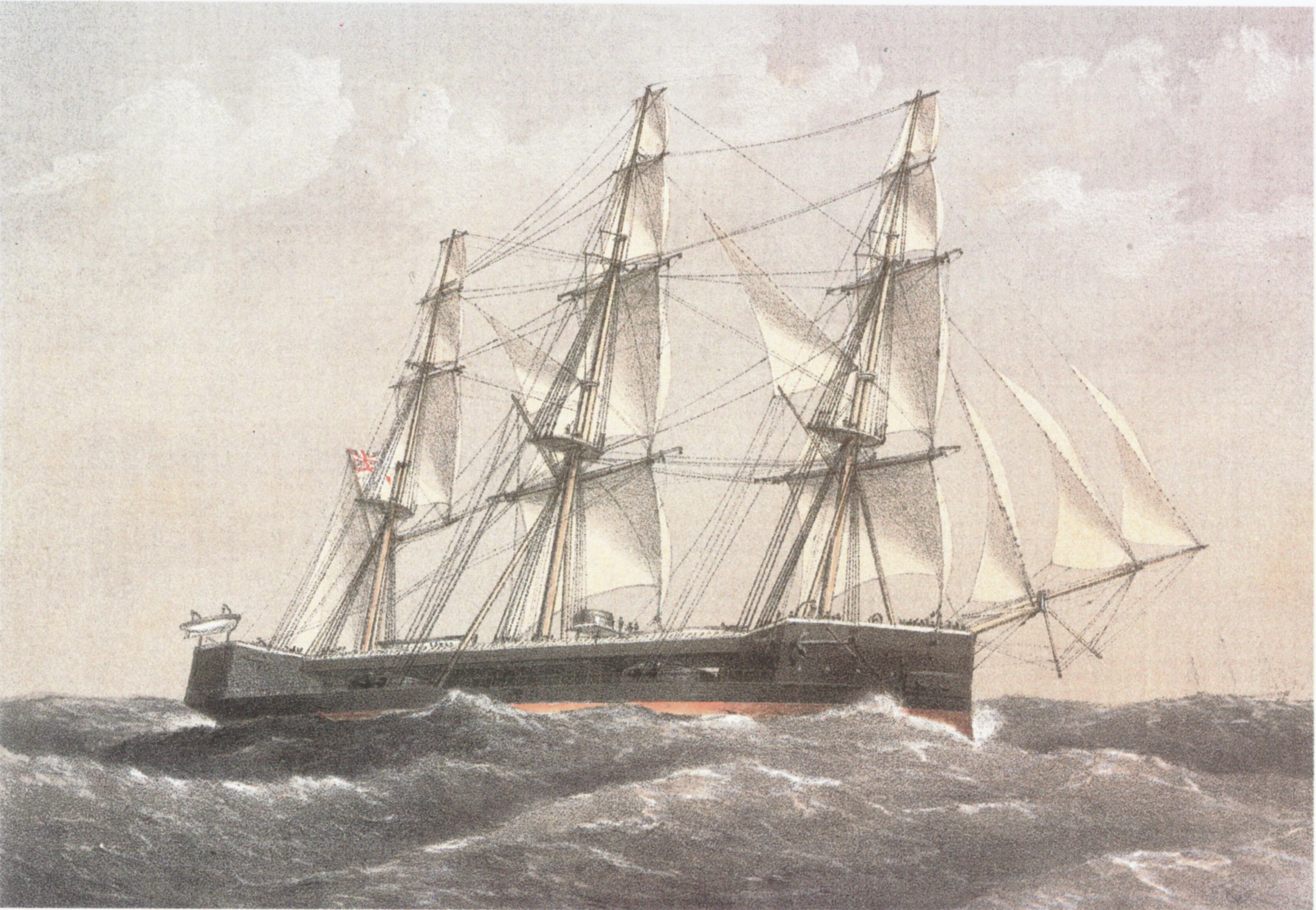
El HMS Captain fue uno de los primeros buques de guerra de alta mar equipado con torretas.

El Almirantazgo aceptó la idea de la torreta como una útil innovación, incorporándola a otros nuevos buques. Coles envió el diseño de un buque con diez torretas, cada una armada con dos grandes cañones. El diseño fue rechazado por no ser práctico, aunque el Almirantazgo siguió estando interesado en buques con torretas y ordenó a sus propios diseñadores crear mejores diseños. Coles obtuvo el apoyo del Príncipe Alberto, que escribió una carta al Primer Lord del Almirantazgo, el duque de Somerset, en la que estaba de acuerdo con la construcción de un barco con torretas. En enero de 1862, el Almirantazgo estuvo de acuerdo en construir un buque, el HMS Prince Albert, que tenía cuatro torretas y un bajo francobordo, pensado solamente para defensa costera. A Coles se le permitió diseñar las torretas, pero el buque fue obra del Constructor Jefe Isaac Watts.
Otro diseño de Coles, el HMS Royal Sovereign, fue terminado en agosto de 1864. Sus cañones laterales fueron reemplazados con cuatro torretas montadas sobre una cubierta plana y el buque fue equipado con un cinturón de blindaje de 140 mm (5,5 pulgadas) de espesor alrededor de la línea de flotación. Los primeros buques equipados con torretas, como el Monitor y el Royal Sovereign, tenían poca navegabilidad y estaban limitados a operar cerca de la costa. Coles, en colaboración con sir Edward James Reed, diseñó y construyó el HMS Monarch, el primer buque de altamar que llevaba sus cañones en torretas. Puesto en grada en 1866 y terminado en junio de 1869, llevaba dos torretas, aunque la adición de un castillo de proa y otro de popa impedían que los cañones disparasen hacia delante y atrás.

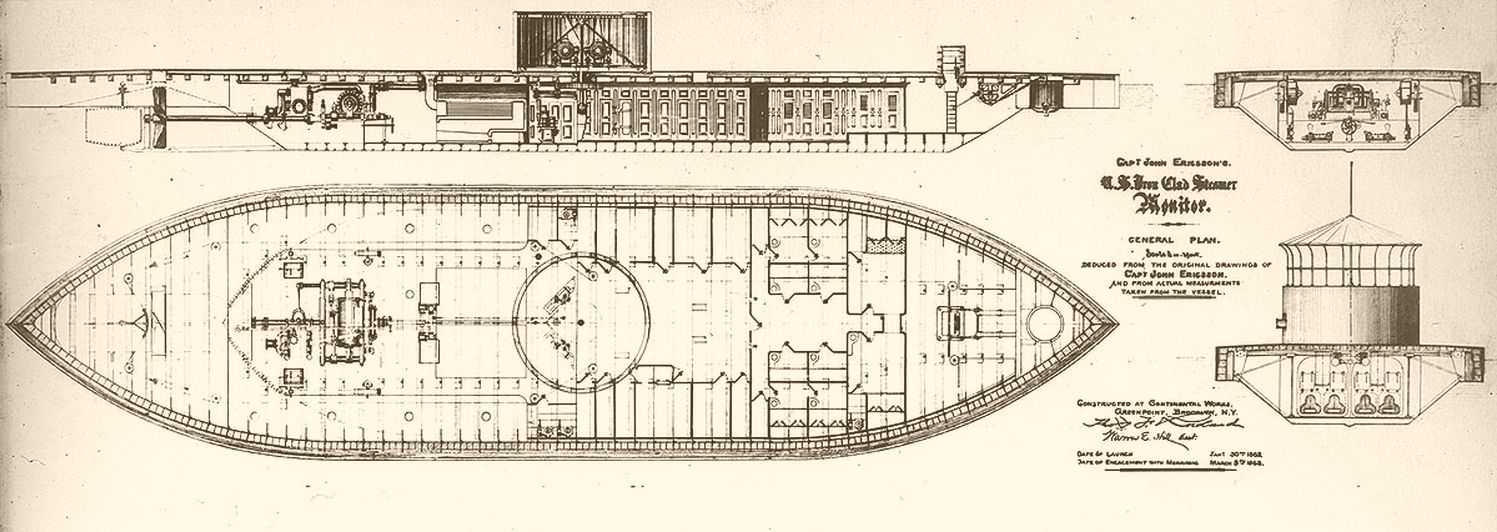
Los planos originales del USS Monitor.

La torreta también fue inventada en Estados Unidos por el inventor sueco John Ericsson, aunque su diseño era tecnológicamente inferior al de Coles.
Ericsson diseñó el USS Monitor en 1861. Su característica más resaltante era una gran torreta cilíndrica montada en el centro de un casco con cubierta plana y bajo francobordo, llamado también "balsa". Este se extendía más allá de los lados del bajo casco de forma tradicional. Se le montó una pequeña timonera blindada sobre la cubierta en dirección a proa; sin embargo, esta posición impedía al Monitor disparar sus cañones hacia delante. Una de las principales metas de Ericsson al diseñar el buque fue la de ofrecer la menor superficie de impacto a la artillería enemiga.
La forma redonda de la torreta ayudaba a desviar las balas de cañón. Dos máquinas de vapor giraban la torreta a través de un juego de engranajes; durante una prueba el 9 de febrero de 1862, se logró una rotación completa en 22,5 segundos. El ajuste fino de la torreta demostró ser difícil, ya que si la torreta sobrepasaba su blanco se debía hacer funcionar el motor en reversa  o debía efectuarse otra rotación completa. Con los cañones, la torreta pesaba aproximadamente 163 t; todo el peso descansaba sobre un huso de hierro que debía ser levantado con una cuña antes que la torreta pudiese girar.
El huso tenía un diámetro de 23 cm (9 pulgadas), que le ofrecía diez veces la fuerza necesaria para evitar que la torreta se deslizara hacia los lados. Cuando no era empleada, la torreta descansaba sobre un anillo de latón en la cubierta que debía formar un sello estanco. Sin embargo, en servicio demostró tener muchas filtraciones, a pesar del calafateo aplicado por la tripulación. El espacio entre la torreta y la cubierta demostró ser un problema, debido a que se introducían restos y esquirlas de obuses, trabando las torretas de varios monitores Clase Passaic, que empleaban el mismo diseño de torreta, durante la Primera batalla del puerto de Charleston en abril de 1863. Los impactos directos de balas pesadas sobre la torreta también podían doblar el huso, trabando igualmente la torreta.

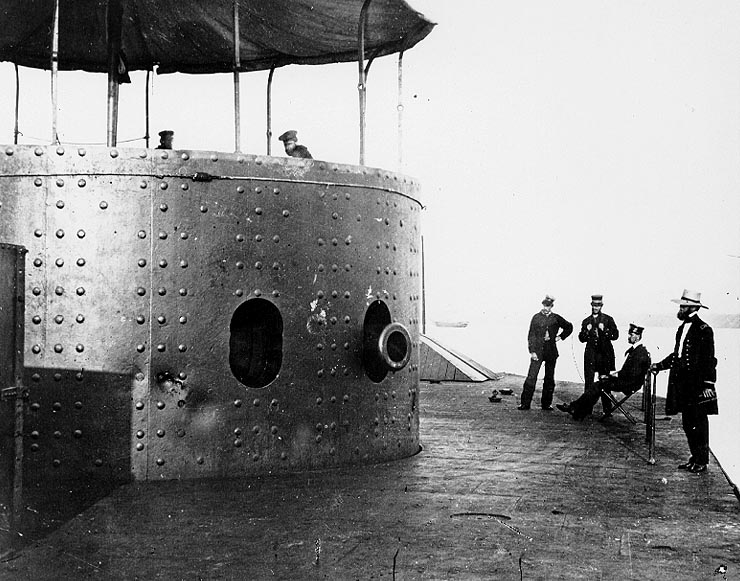
Torreta del USS Monitor, con abolladuras en el blindaje cerca de una tronera.

Se había planeado armar la torreta con dos cañones de ánima lisa Dahlgren de 380 mm (15 pulgadas), pero no estuvieron listos a tiempo y fueron sustituidos con cañones de 280 mm (11 pulgadas). Cada cañón pesaba aproximadamente 7,3 t (16 000 libras). Los cañones del Monitor empleaban la carga propulsora estándar de 6,8 kg (150 libras) especificada para los cañones de 1860 contra blancos "distantes", "cercanos" y "ordinarios" establecidos por el propio Dahlgren. Podían disparar una bala maciza de 61,7 kg (136 libras) o un obús a una distancia de 3340 m (3650 yardas), con una elevación de +15°.
El HMS Thunderer representó el culmen de su obra pionera. Era un ironclad con torretas diseñado por Edward James Reed, que empleaba un primigenio mecanismo hidráulico para girarlas. También fue el primer buque de guerra sin mástiles del mundo, construido con una superestructura central, que fue el prototipo para todos los buques de guerra posteriores. El HMS Devastation de 1871 fue otro diseño clave, que condujo directamente al moderno acorazado.
Con la aparición de los acorazados Clase South Carolina en 1908, las torretas principales fueron diseñadas de tal modo que pudieran superponerse y mejorar los arcos de disparo de los cañones montados en el centro del buque. La instalación de las torretas sobre la línea central del buque fue necesaria para mejorar el apoyo estructural. Esto contrastaba mucho con el contemporáneo HMS Dreadnought, que a pesar de ser revolucionario en muchos otros aspectos, aún conservaba sus torretas laterales.
Otro importante avance tuvo lugar en los cruceros Clase Kongō y los acorazados Clase Queen Elizabeth, que eliminaron las torretas "Q" en la parte central del buque a favor de cañones pesados en menos montajes.
Mientras que los buques de la Primera Guerra Mundial usualmente tenían torretas de dos cañones, los buques de la Segunda Guerra Mundial usualmente tenían torretas de tres y hasta cuatro cañones, lo que reducía el número total de montajes y mejoraba la protección blindada, a pesar de que las torretas de cuatro cañones demostraron tener una distribución interna sumamente compleja, haciéndolas difíciles de emplear en la práctica.
Las torretas más grandes fueron empleadas en los acorazados de la Segunda Guerra Mundial, donde una cubierta de blindaje pesado protegía a los grandes dotaciones artilleras durante la batalla. El calibre de los cañones principales de los grandes acorazados era usualmente de 300 mm a 460 mm (12 pulgadas a 18 pulgadas). Las torretas armadas con cañones de 460 mm del Yamato pesaban 2540 t cada una. El armamento secundario de los acorazados (o el principal de los cruceros) era usualmente de 127 mm a 152 mm (5 pulgadas a 6 pulgadas). Los buques de guerra más pequeños por lo general iban armados con cañones de 76 mm (3 pulgadas) o más, aunque rara vez precisaban de torretas.

### Diseño

Esquema de una torreta del USS Iowa.

La parte giratoria de la torreta de un acorazado es la casamata, en donde se cargan los cañones. Debajo de la casamata se encuentran los montacargas que transportan munición desde la santabárbara hasta la casamata. 
El equipo de manipulación y montacargas puede ser un complejo conjunto de maquinarias y operarios. Estos tienen que llevar los proyectiles y las cargas propulsoras desde la santabárbara hasta la base de la torreta. Allí tienen que alinearse con los montacargas, que a su vez están alineados con los cañones. Estos elevan la munición hasta la casamata, donde el proyectil y su respectiva carga propulsora son introducidos mecánicamente en la recámara de cada cañón. 
Solamente cuando el tambor giratorio cayó en desuso se empezó a llamar "torreta" a la barbeta cubierta, que es el diseño asociado a los modernos buques de guerra. La barbeta está fijada a la cubierta del buque. Pero la casamata no se encuentra fijada al navío, sino que gira sobre rodamientos; si el buque llegase a zozobrar, las casamatas simplemente se caerían.

### Torretas modernas

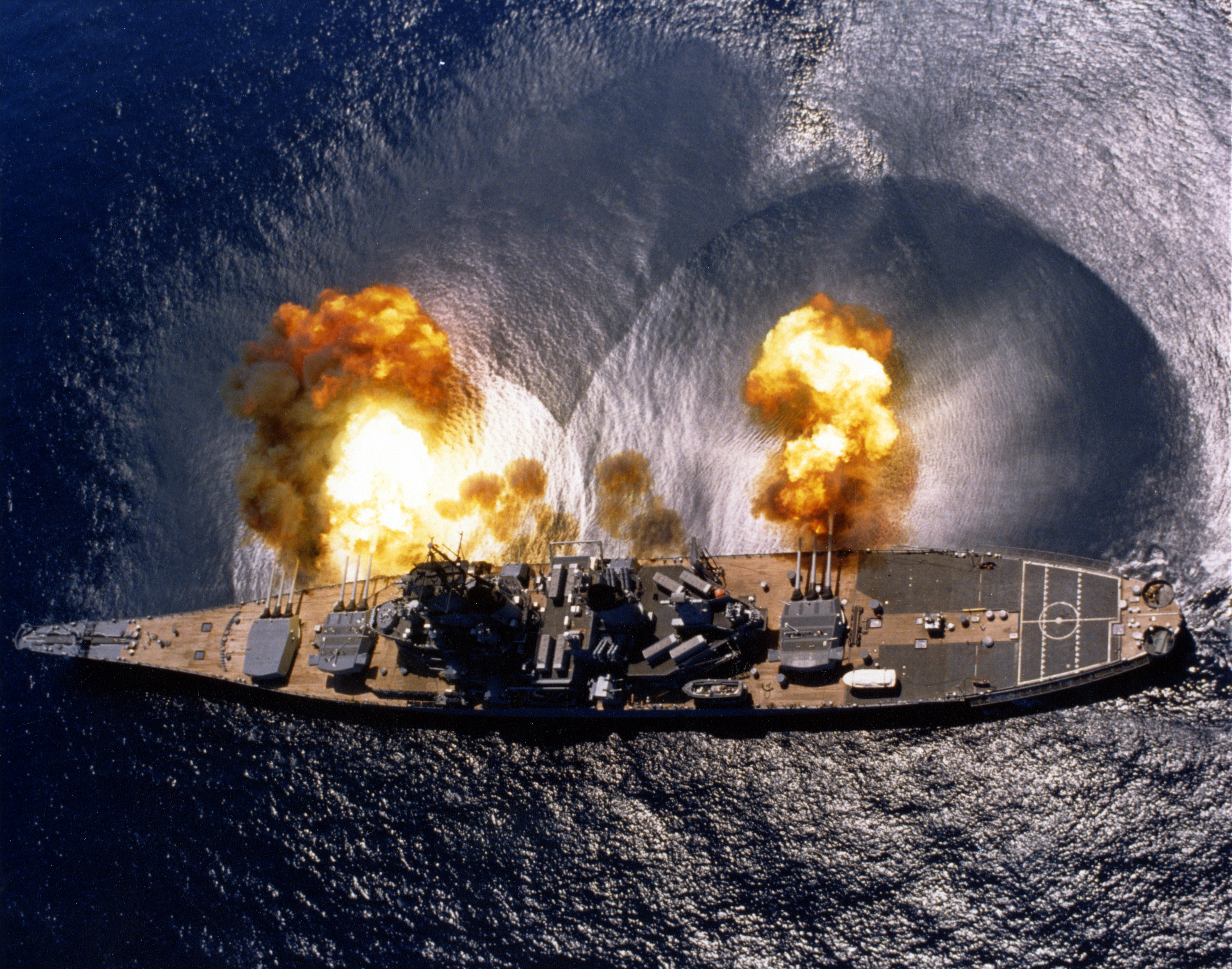
El USS Iowa disparando los cañones de sus torretas principales, visto desde arriba.

Muchas torretas de esta época están ahora hechas con las más avanzadas tecnologías. Así mismo los grandes calibres se han ido reemplazando con calibres más efectivos y compactos, como los de 6" / 15 cm. Hoy día los grandes cañones son menos importantes en las embarcaciones actuales, debido a los modernos sistemas de lanzamisiles que ahora ocupan ese campo con menores cantidades. Esas torretas están montadas sobre las cubiertas donde reposaban las torretas anteriores de cañones de artillería costera, y portan nuevos tipos de materiales de blindaje como la fibra de vidrio. Hoy día han sido objeto de grandes mejoras en cuanto su operación, ya que casi no son manejadas por personal humano, siendo éstas casi exclusivamente mecanizadas.

### Nominación
En la cubierta de los barcos de guerra, cada torreta lleva una identificación. 
- Británico: "A", "B", "C", etc. para las torretas desde proa hacia popa, y letras al final del alfabeto (es decir, "X", "Y", etc.) para las torretas debajo de la cubierta. Montajes en la mitad del buque: "Q", "R", etc. Solamente en el HMS Agincourt (1913)) las torretas se nombraron "Monday," "Tuesday," etc. hasta "Sunday."
- Alemán: "A", "B", "C", "D", "E", etc. yendo hacia atrás desde proa a popa. Usualmente se usó el alfabeto fonético para nombrarlas, por ejemplo, "Anton", "Bruno", "Caesar," "Dora" como en el acorazado Bismarck.

## Fortificaciones en tierra

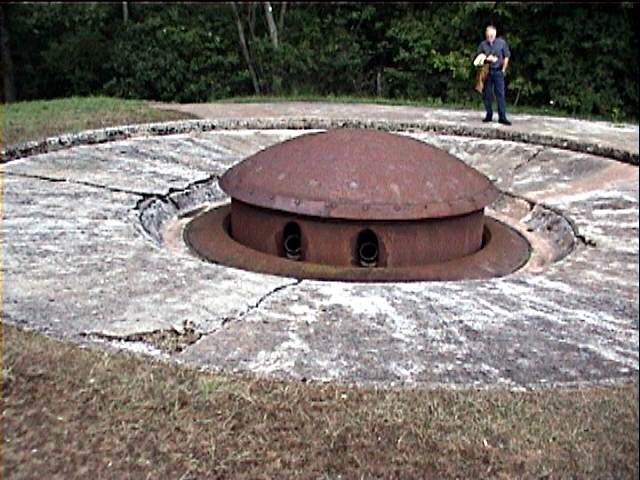
Torreta de la Línea Maginot.

Las torretas han sido usadas en fortificaciones en tierra y defensas terrestres, como en la famosísima Línea Maginot, una fortificación localizada en Francia, y particularmente en estructuras de artillería costera y en defensas costeras como en Fort Drum, el "acorazado de hormigón", cerca de Corregidor, en Filipinas.
Esta clase de estructuras era más común en los campos de batalla de la Segunda Guerra Mundial. Se realizaban mediante el desmontaje de las torretas de los tanques Tiger que quedaban fuera de servicio, y que les retiraban para neutralizar al enemigo en tierra, en el Frente Occidental. Dieron cuenta de numerosos vehículos, tanto tanques como transportes.[cita requerida]

## Aeronaves
Los aviones pueden montar torretas en diversos lugares:
- "Torreta dorsal": sobre el fuselaje.
- "Torreta ventral": bajo el fuselaje.
- "Torreta de cola": al final del fuselaje.
- "Torreta frontal": al frente del fuselaje.
- "Torreta lateral": a un costado del fuselaje.
- "Torreta alar": en las alas de la aeronave.

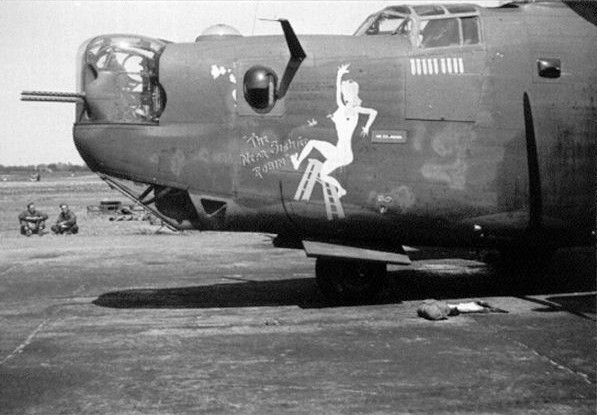
Torreta frontal de un B-24 Liberator.
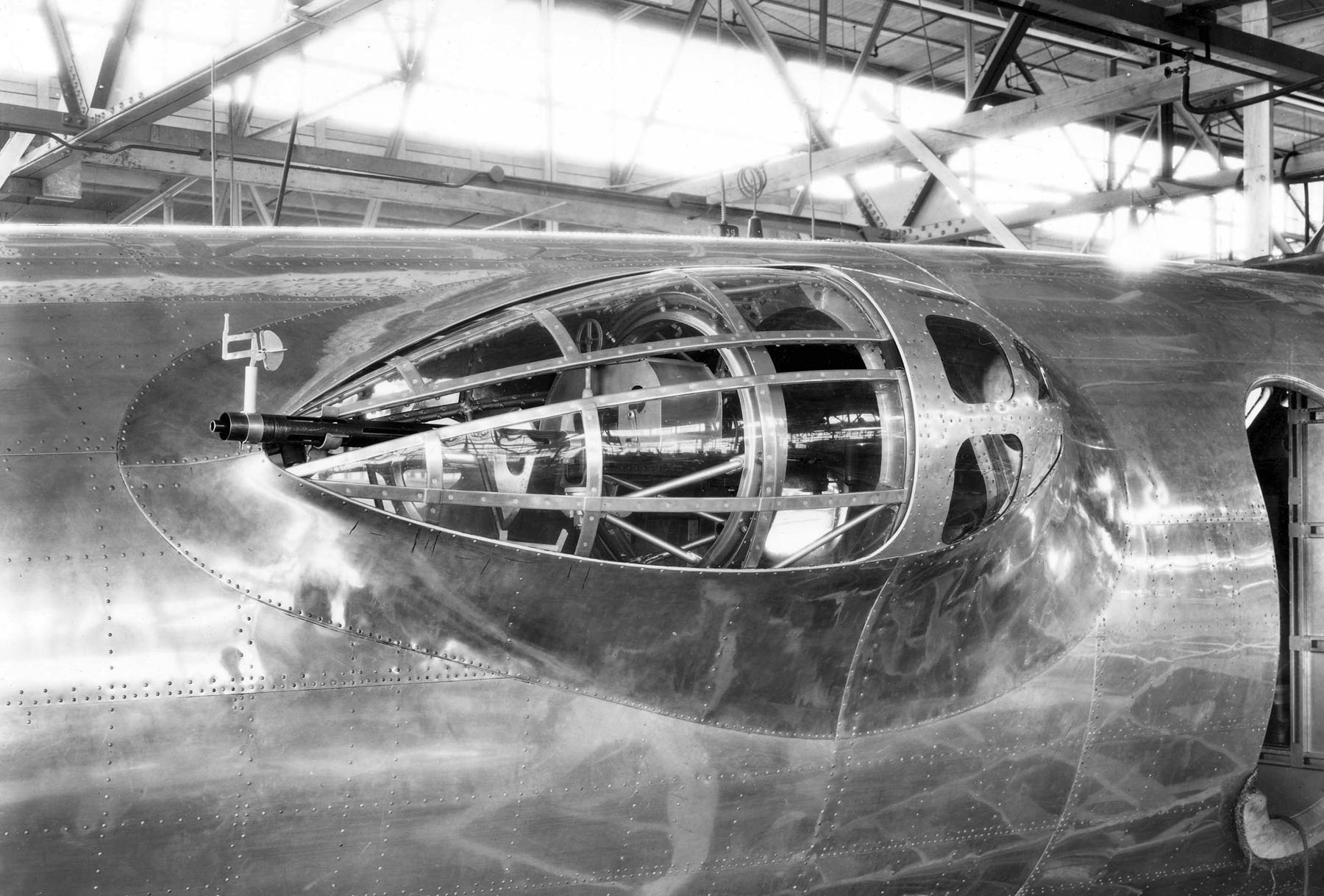
Torreta lateral en el prototipo del B-17.
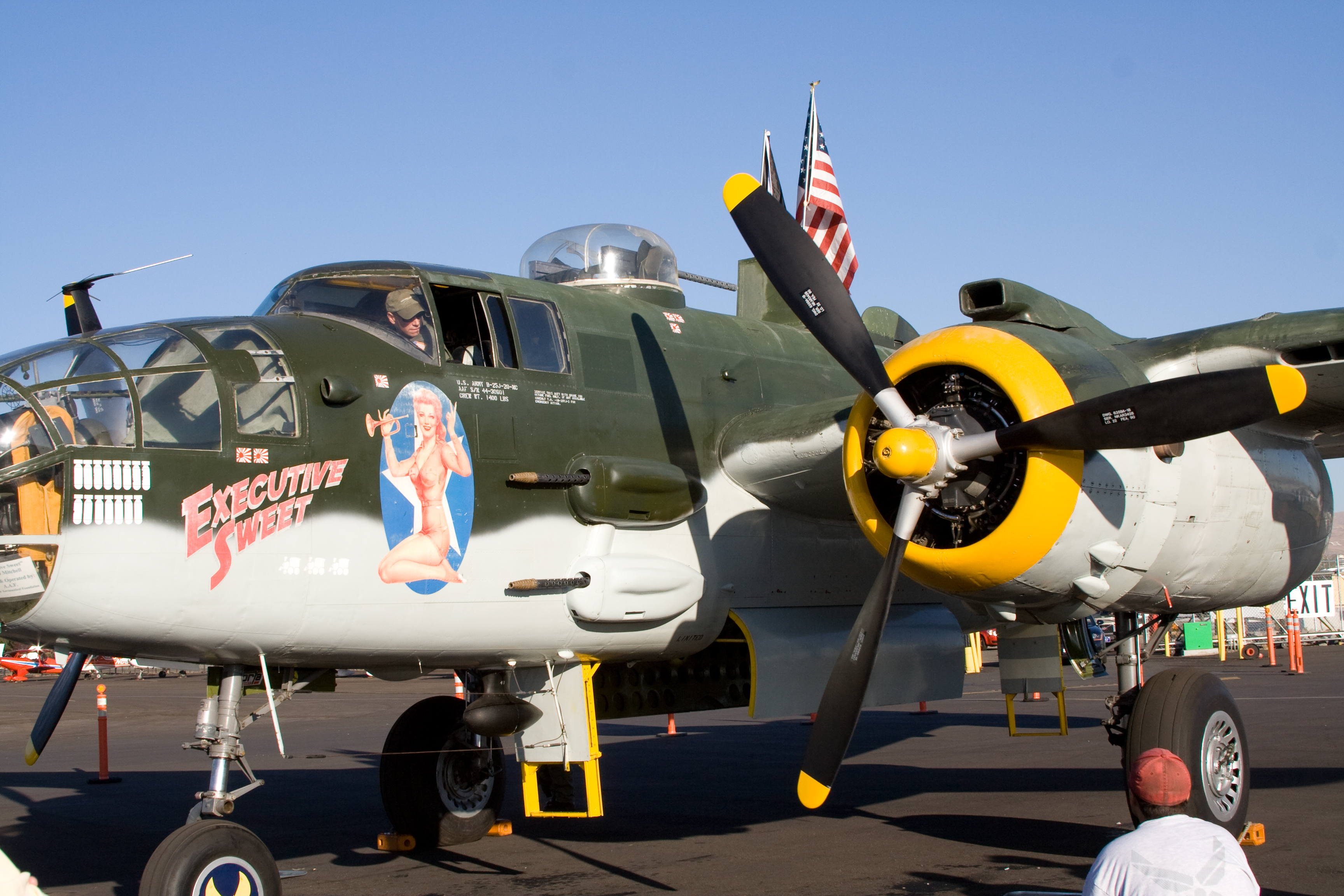
Torreta dorsal de un B-25 Mitchell.
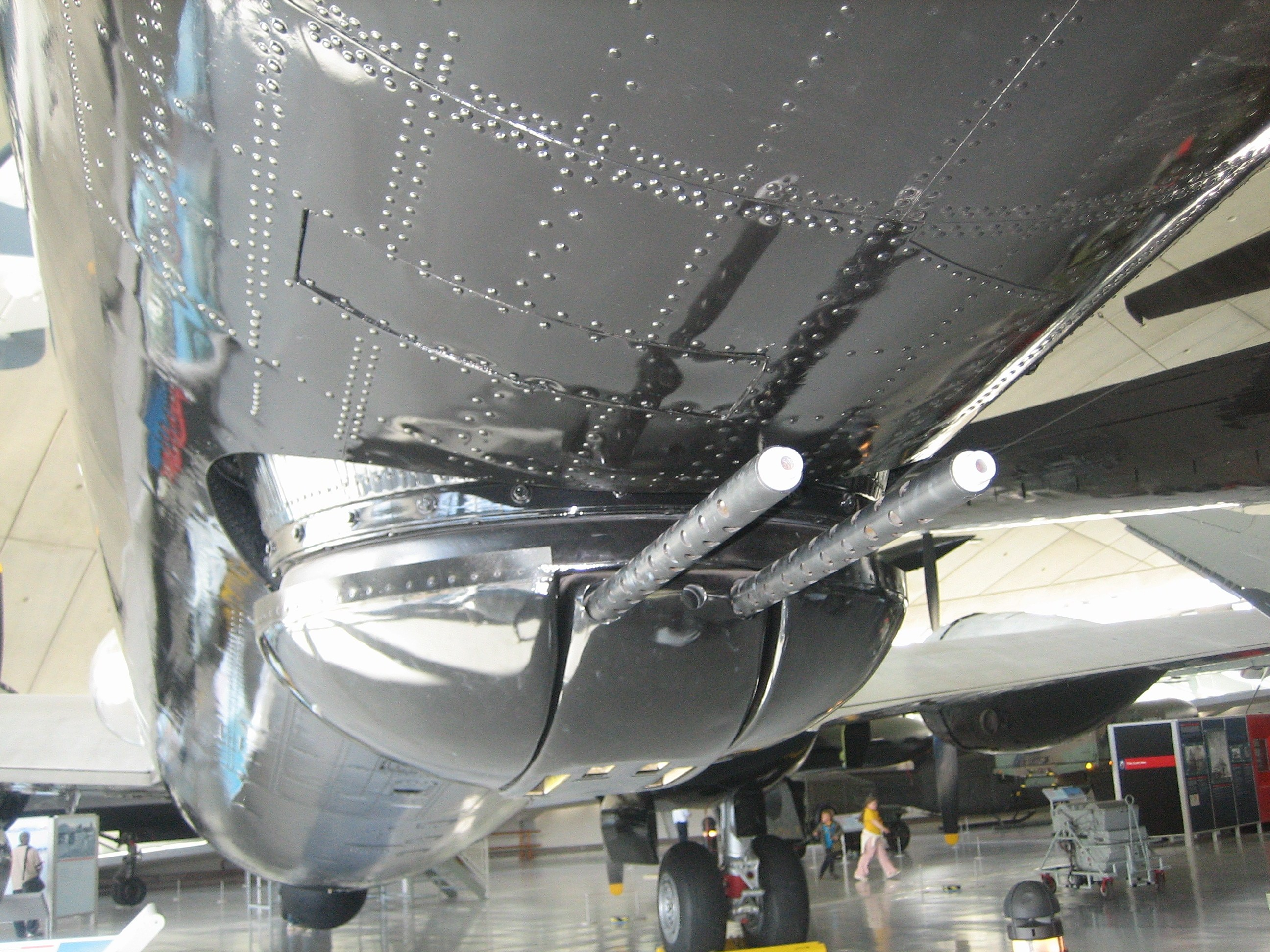
Torreta ventral de un B-29.
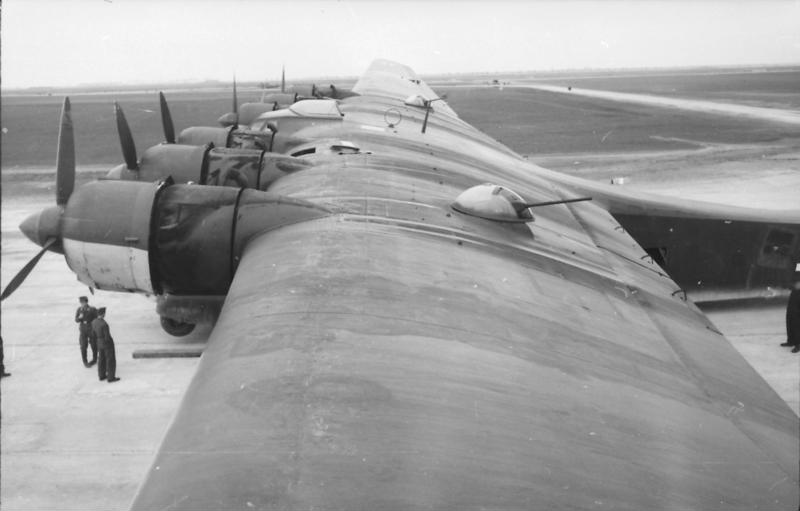
Torretas alares de un Me 323.
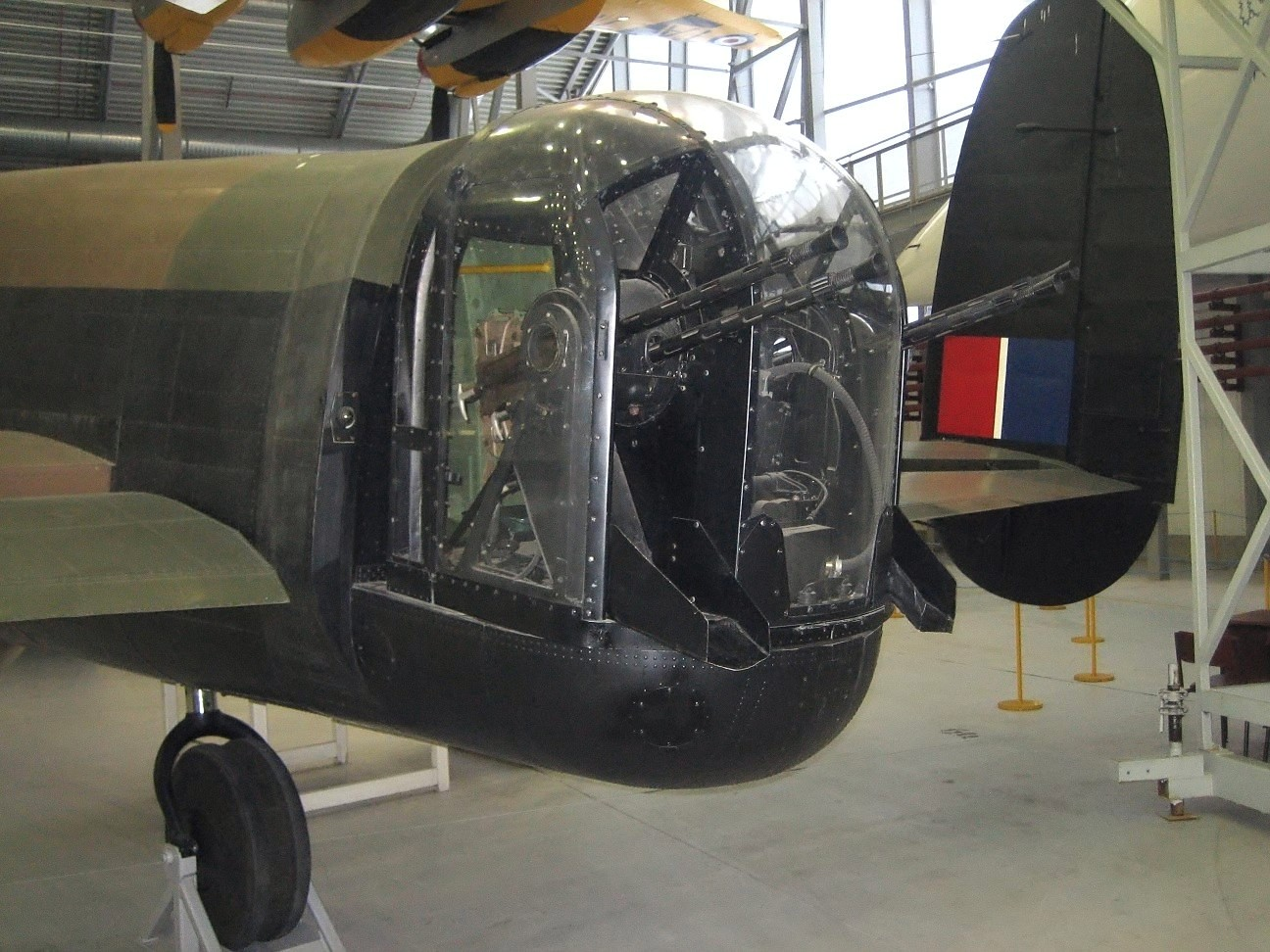
Torreta de cola de un Avro Lancaster.

## Vehículos blindados

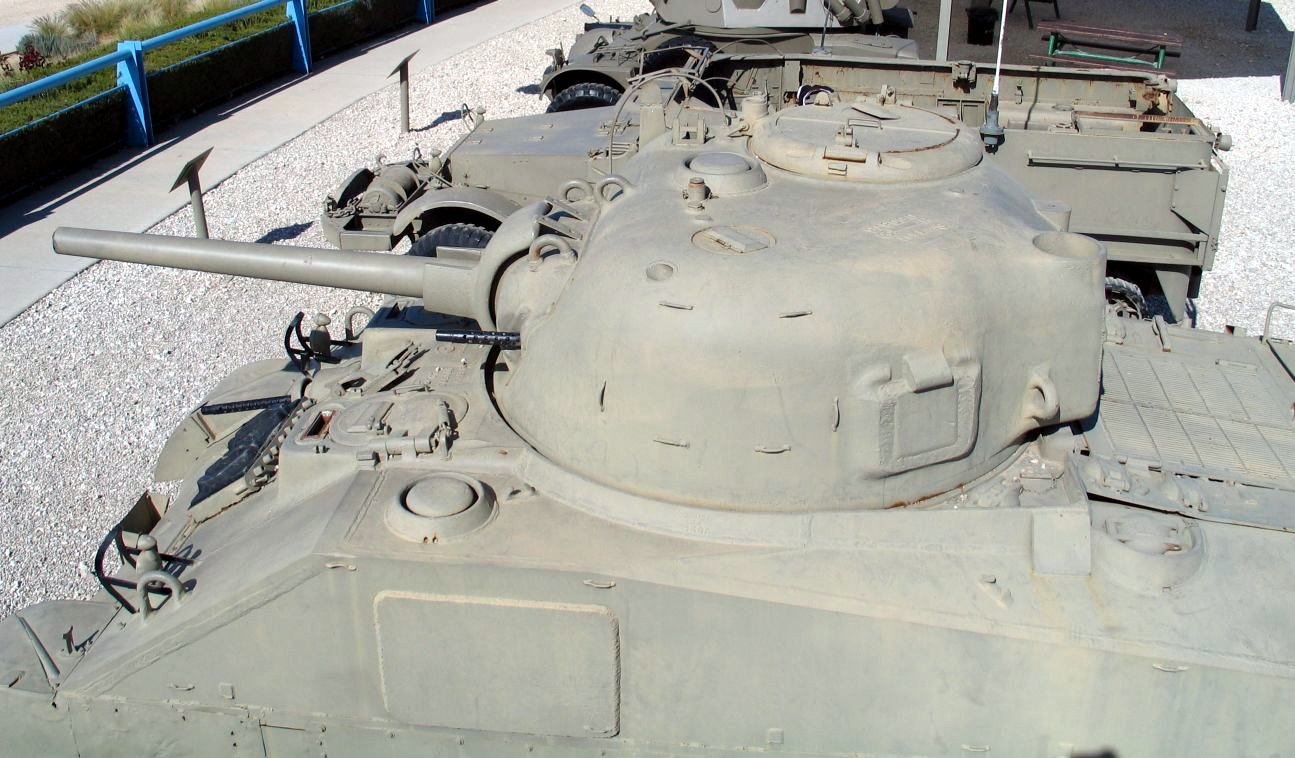
Torreta de un M4 Sherman, con su cañón de 75 mm.

Las torretas de los tanques fueron introducidas hacia finales de la Primera Guerra Mundial con el tanque ligero Renault FT-17: una sola torreta con un radio de acción de 360° llevaba el armamento principal del vehículo. Este sigue siendo el estándar de casi cualquier tanque principal moderno y varios cañones autopropulsados. 
En la década de 1930 se produjeron varios tanques multi-torreta, como el Vickers A1E1 Independent británico y el T-35 soviético. Los tanques de este tipo que fueron empleados en combate durante las primeras etapas de la Segunda Guerra Mundial demostraron ser pesados y lentos, por lo cual su diseño fue rápidamente descartado. Tanques sin torretas, con el armamento principal montado en el chasis o más frecuentemente en una casamata que formaba parte del chasis, considerados por lo general como cazatanques, fueron ampliamente empleados por los alemanes y los rusos durante la Segunda Guerra Mundial. A pesar de que este diseño cayó en desuso tras la guerra, el tanque sueco Stridsvagn 103 representa una notable excepción del enemigo. 
En los tanques modernos, la torreta está blindada para proteger a la tripulación y puede efectuar un giro completo de 360 grados llevando un solo cañón, de calibre situado entre los 105 mm y 125 mm. En los modelos más viejos, se empleaba una ametralladora coaxial como telémetro para apuntar el cañón. En los tanques modernos, la torreta alberga a toda la tripulación a excepción del conductor: dos o más tripulantes, habitualmente el comandante, el artillero y a veces un cargador. También alberga la mayor parte de la electrónica del vehículo, como la computadora de cálculo de tiro, el sistema de control de tiro, las radios, los visores infrarrojos nocturnos y las miras. Sobre la torreta se pueden montar ametralladoras o cañones automáticos como defensa antiaérea contra helicópteros de ataque y aviones de ataque a tierra. 
Para el vehículo de combate de infantería, la torreta está equipada con otro tipo de armamento dependiendo de su función. Algunos vehículos de combate de infantería pueden llevar armas de calibre pequeño, un cañón automático, un lanzamisiles antitanque o una combinación de estas armas. Los modernos cañones autopropulsados portan una gran pieza de artillería, pero está menos protegida en lo que a blindaje respecta. Los vehículos más livianos pueden tener una torreta para un solo tripulante, armada con una ametralladora.